# Chiesa di Santa Maria a Peneto
La chiesa di Santa Maria a Peneto è una chiesa di Arezzo che si trova in località Peneto.

## Storia e descrizione
Sorta in epoca altomedievale ed intitolata a Santa Maria, la chiesa è stata ricostruita nel XII secolo. L'edificio mantiene tutt'oggi, sebbene soltanto in parte, l'antica struttura romanica ad una sola navata con abside semicircolare. Di questa, originaria è la forma con monofora a doppio strombo. L'attuale struttura della chiesa risale agli anni sessanta del Novecento. Il tetto è stato completamente rifatto nel 1988.
All'interno è conservata una Madonna col Bambino in terracotta policroma, databile alla fine del XV secolo.